# Mangaka
Mangaka (漫画家?) este cuvântul japonez pentru artist de benzi desenate sau cartoonist. În afara Japoniei, manga se referă de obicei la benzi desenate japoneze, iar mangaka se referă la autorul acesteia, care este de obicei cetățean japonez.
Unii artiști pot studia un număr de ani la o școală de artă, școală de manga, sau pot deveni ucenici unui alt mangaka înainte să între în lumea manga ca artiști profesioniști. Totuși, sunt unii artiști care devin mangaka fără să fi fost ucenici, înscriindu-se la concursuri organizate de diferite reviste. De exemplu, Naoko Takeuchi a câștigat un astfel de concurs sponsorizat de revista Kodansha, iar Osamu Tezuka și-a început cariera fără să fi fost ucenic.
Un mangaka devine cunoscut prin recunoașterea abilităților sale atunci când stârnește interesul unor instituții variate, a indivizilor sau a unui demografic de consumatori manga. De exemplu, sunt unele concursuri sponsorizate de către principalele edituri de manga, la care viitorii mangaka se pot înscrie. Mai sunt recunoscuți și după numărul de serii manga la care lucrează la un moment dat.

## Etimologie
Cuvântul poate fi despărțit în două părți: Manga și ka
Manga corespunde mediului artistic folosit de artiști: benzi desenate, sau benzi desenate japoneze, depinzând de cum este folosit termenul în interiorul și în afara Japoniei.
Sufixul -ka (家) implică un grad de expertiză și o recunoaștere tradițională a statutului de autor. De exemplu, acest termen nu se poate aplica unui scriitor care creează o poveste care apoi este predată unui artist manga pentru a fi desenată. Termenul japonez pentru un astfel de scriitor de benzi desenate este gensaku-sha.

## Relații cu staff-ul

### Editor
Editorii îi ajută și sprijină pe mangaka. Adesea le vor cumpăra mâncare, vor avea grijă ca seria manga să fie produsă într-un ritm constant, și vor avea grijă ca termenii de predare să fie atinși. Se pot ocupa și de aspectul unui mangaka. Comentează adesea asupra distribuției panourilor din manga, asupra artei și se asigură că seria manga respectă standardele companiei.
Pot face mici sugestii asupra poveștii seriei manga sau a ilustrațiilor. Influența editorului poate varia de la manga la manga și de la un proiect la altul, după cum permit atât mangaka cât și compania. În general sunt considerați șefi peste mangaka și supraveghează producția pentru a se asigura că aceasta decurge fără probleme.

### Asistenți
Mulți mangaka au asistenți care îi ajută cu producerea ilustrațiilor. Îndatoririle asistenților pot varia foarte mult; unii mangaka vor schița ilustrațiile manga, după care numeroși asistenți le vor completa cu detalii, pe când alți folosesc asistenți doar pentru anumite sarcini; de exemplu [[Go Nagai, avea un asistent pentru a desena elicoptere sau alte vehicule militare ).  Alți mangaka nu au asistenți, și preferă să facă ei însâși totul, chiar dacă pentru a respecta termeni de predare sunt necesari asistenți. Grupul CLAMP de exemplu, împarte îndatoririle între membri, dar nu folosește asistenți suplimentari.
Cel mai adesea, asistenții sunt responsabili pentru peisajele și panourile screentone din manga, în timp ce mangaka el sau ea va desena personajele principale. Deși cel mai adesea sunt angajați pentru a ajuta la ilustarea artei, asistenții nu îl ajută niciodată pe mangaka la povestea seriei manga. Majoritatea artistilor manga recunoscuți astăzi și-au început cariera ca asistenți, Miwa Ueda la Naoko Takeuchi, Leiji Matsumoto la Osamu Tezuka, Kaoru Shintani la Leiji Matsumoto și mulți alții. Trecerea de la asistent la mangaka nu este o regulă, existând posibilitatea ca un asistent să își petreacă întreaga carieră fără a face această trecere.